# Erinnerungen an eine Ehe
Erinnerungen an eine Ehe (englischer Originaltitel: Memories of a Marriage) ist ein Roman des amerikanischen Schriftstellers Louis Begley. Er erschien 2013 beim New Yorker Verlag Nan A. Talese. Im selben Jahr veröffentlichte der Suhrkamp Verlag die deutsche Übersetzung von Christa Krüger. Ein Vierteljahrhundert, nachdem sie geschieden wurde, versucht der Ich-Erzähler des Romans aus den unterschiedlichen Erinnerungen der Zeitzeugen das Bild einer Ehe zusammenzusetzen und die Frage zu klären, woran sie scheiterte.

## Inhalt
Philip ist ein glücklicher Mensch. Er ist ein erfolgreicher Schriftsteller, lebt abwechselnd in Paris, New York und Sharon, Connecticut und liebt seine Ehefrau Bella ebenso wie die gemeinsame Tochter Agnes. Da schlägt das Schicksal zu und lässt kurz nacheinander Agnes an einem Unfall und Bella an unheilbarer Leukämie sterben. Philip bleibt alleine zurück und hat, neben Angst vor dem Alter, nur noch seine Arbeit und die Erinnerungen. Bei einer Theateraufführung trifft er unvermittelt auf Lucy De Bourgh Snow, die er einst vor einem halben Jahrhundert in Paris kennengelernt und mit der er eine kurze Affäre gehabt hatte – wie diverse andere Männer auch.
Lucy entstammt einer der führenden Familien der amerikanischen Gründerzeit. Zwar ist der Reichtum ihrer Vorfahren über die Generationen weitgehend aufgezehrt, doch ist sie noch immer so weit finanziell abgesichert, dass sie niemals für ihren Lebensunterhalt arbeiten musste und kurzfristige Arbeitsversuche, etwa ein Praktikum bei der Pariser Vogue, rasch wieder aufgeben konnte. Ihre Mischung aus Schönheit, sozialem Status und erotischer Ungehemmtheit übte nicht nur auf den jungen Philip eine unwiderstehliche Anziehungskraft aus. Auch dem Wirtschaftsstudenten Thomas Snow verdrehte sie den Kopf. Dieser entstammte einem ganz anderen Milieu als Lucy. Sein Vater war Automechaniker, doch der ehrgeizige Sohn plante bereits eine Karriere an der Wall Street. Die beiden ungleichen Partner heirateten, bekamen einen Sohn und ließen sich 14 Jahre nach dessen Geburt scheiden. Erst während seiner zweiten Ehe mit einer Journalistin namens Jane entwickelte sich Thomas zu dem einflussreichen und geachteten Investmentbanker, dessen Tod vor fünf Jahren mit zahlreichen Nachrufen gewürdigt wurde. 
Philip ist überrascht, mit welcher Verachtung und Verbitterung Lucy noch 25 Jahre nach ihrer Scheidung von dem Mann redet, den er selbst nur als freundlichen jungen Studenten kennengelernt hat. Sie beschwert sich über Thomas’ fehlende Manieren und dass er sie und ihre soziale Stellung nur ausgenützt habe. Zu keinem Zeitpunkt ihres Lebens habe sie ihn überhaupt leiden können und nur geheiratet, um ihren persönlichen Problemen zu entkommen, einer Familie, die sie schnitt, einer turbulenten Liebesaffäre mit dem Schweizer Journalisten Hubert Brillard, die sie aufzehrte, und intensiven psychologischen Behandlungen bis hin zu stationären Aufenthalten in einer psychiatrischen Klinik. Mit dem gemeinsamen Sohn habe Thomas, der sie im Bett nie befriedigen konnte, seine Frau nur an sich ketten wollen. Dabei habe er selbst eine Affäre mit Jane gehabt, die Lucy schließlich nicht mehr hinnehmen wollte und die Scheidung verlangte.
Das katastrophale Bild, das Lucy von ihrer äußerlich so unauffälligen Ehe zeichnet, beginnt Philip auch als Schriftsteller zu interessieren, und er nimmt Kontakt zu gemeinsamen Bekannten auf, die den Verstorbenen ganz anders schildern. Thomas’ zweite Ehefrau Jane beteuert, dass es vor der Scheidung zu keinen Intimitäten zwischen ihnen gekommen sei. Philips Cousin Josiah Weld, der bei Morgan Stanley arbeitet, preist Thomas in den höchsten Tönen, nicht nur als ausgezeichneten Investmentbanker, sondern auch als integeren Menschen. Alex van Buren, ein ehemaliger Kommilitone, bekennt, dass er Thomas und Lucy einst verkuppelte, um sich selbst bequem aus einer Affäre mit der schwierigen Frau zu stehlen. Nicht eine Affäre seines Freundes sei es gewesen, die die Ehe beendet habe, sondern Lucys nie beigelegtes Verhältnis mit Hubert, das aufflog, als Alex sie beide in einem Londoner Hotel ertappt habe. Trotz allem habe sein Freund beteuert, er würde Lucy erneut heiraten, weil er nie aufgehört habe, sie zu lieben.
Philips Schriftstellerkollege Bill sieht Lucy in einem differenzierteren Licht, möglicherweise wegen seiner Homosexualität, die erotische Spannungen in ihrer Freundschaft ausschloss. Ihn erinnert Lucy an Madame Bovary. Thomas Snow sei ein kühler und leicht durchschaubarer Mensch gewesen, ein lebendig gewordener amerikanischer Traum vom sozialen Aufstieg, der keinerlei Romantik in das Leben seiner Frau zu bringen vermochte. Schließlich meldet sich noch Jamie, der Sohn der Snows, und zeichnet das Bild einer heillos zerrütteten Ehe, aus der niemals ein Kind hätte entstehen dürfen. Obwohl er es beruflich nur zu einem zweitklassigen Drehbuchautor gebracht hat, hat er sein Glück mit einer Chicana gefunden, die ganz und gar nicht den Standesdünkeln seiner Eltern entspricht. Für Philip bleibt am Ende ein Mosaik aus unterschiedlichen Erinnerungen an eine Ehe. Doch er trifft seine Entscheidung, als die noch immer reizvolle Lucy dem Verwitweten eine gemeinsame Zukunft vorschlägt, und schüttelt bedauernd den Kopf.

## Interpretation
Nach seinem Debüt Lügen in Zeiten des Krieges schrieb Begley vornehmlich Gesellschaftsromane über das Leben der reichen Oberschicht an der amerikanischen Ostküste. Es ist die Klasse der WASP, der „White Anglo-Saxon Protestants“ oder wie Hannes Stein es formuliert „des protestantischen Geldadels an der amerikanischen Ostküste“, der Begley von seinem Studium an der Harvard University und der Berufstätigkeit als erfolgreicher Anwalt vertraut ist. Auch Erinnerungen an eine Ehe ist ein „Panorama der amerikanischen Oberschicht“, in der sich Dinnereinladungen und elitäre Clubs mit Cocktailpartys abwechseln, Luxushotels in Europa mit angesagten Restaurants, eine wie Wolfgang Schneider formuliert, „musisch-kulinarische Vermessung einer Welt der Wohlhabenden und der Snobs“. Laut Tilman Urbach zeigt Begley „eine anglikanische Oberschicht, die sich für eine eigentliche Aristokratie hält und Emporkömmlingen aller Art mit kalter Arroganz begegnet.“ Trotz kleiner Spitzen, die er gekonnt verteile, stellt Begley laut Shirin Sojitrawalla die amerikanische Elite nicht bloß, vielmehr ergründe er sie „mit geradezu ethnografischem Forscherdrang“. Daniela Strigl bezeichnet ihn in dieser Hinsicht als „Vivisekteur der amerikanischen High Society“.
Als Themen des Romans benennt Meike Feßmann Liebe, Sex, Ehrgeiz, Betrug, Vergeltung, Vergebung, Angst vor dem Alter und dem Tod – die einzigen Themen, die sich laut einem Gespräch von Philip und Bella überhaupt lohnen. Erzählt wird die Reise in ein „Erinnerungslabyrinth“ von einer doppelten Erzählerstimme: der warmen Melancholie Philips und der schrillen, bösartigen Gegenstimme Lucys, die dem Roman seinen Witz verleiht. Laut Begleys eigener Auskunft entwarf er Philips glückliche Ehe als „Maßstab, an dem er Lucys Ehe misst.“ Dennoch hält Shirin Sojitrawalla Lucy für die eigentliche Protagonistin des Romans, ihre Ehe als dessen pulsierendes Zentrum. Für Wolfgang Schneider bleibt Philip blass, und er urteilt: „Ohne Lucy mit ihren Unverblümtheiten und Aversionen wäre dieser Roman langweilig.“ Durch die indirekte Form der Erzählung verliert die Ehegeschichte für ihn an Dringlichkeit, der Roman gewinnt dafür „etwas Exemplarisches. Was lässt sich überhaupt Zuverlässiges sagen über das Zusammenleben zweier Menschen?“
Dabei entwickelt sich der Roman laut Wolfgang Schneider entgegen der Lesererwartung: Kein Sturz eines Mächtigen wird inszeniert, sondern sein sorgfältiger Wiederaufbau nach den anfänglichen Beschuldigungen. Der Romancier Philip geht laut Shirin Sojitrawalla vor wie ein Detektiv in einem Kriminalfall und Begley selbst wie der gelernte Rechtsanwalt, der er ist: Er ruft Anklägerin und Zeugen auf, sammelt Indizien und macht die Leser zu Mitwissern einer Geschichte, von der sie immer genau so viel wissen wie der Erzähler selbst. Warum die beiden Ehepartner überhaupt geheiratet haben, lautet die zentrale Frage, der Philip nachspürt, und die Antwort gibt er an einer Stelle: „Man muss mit jemanden leben, um zu erkennen, dass man ihn nicht ausstehen kann.“ Thomas hingegen erinnert mit seinem Bekenntnis, er würde Lucy in einem zweiten Leben noch einmal heiraten, an Kürmann aus Max Frischs Biografie: Ein Spiel, der sein Leben immer wieder auf die gleiche Art leben muss und auf eine Identität festgelegt bleibt, der er nicht entkommen kann.
Am Ende geht es jedoch nicht nur um die Rekonstruktion einer Ehe, es geht auch um die Frage eines Schriftstellers, wie eine Geschichte zu erzählen sei. Begleys Antwort darauf ist Multiperspektivität. So ist es, laut Shirin Sojitrawalla, möglich, „das Innen und Außen einer Ehe aufzuzeigen, Lucys Selbstbilder mit den Fremdwahrnehmungen der anderen in Einklang zu bringen.“ Begleys Kollegin Meg Wolitzer findet in dem Roman einen Einblick in den Schreibprozess des Schriftstellers, wie „Eindrücke, Interviews, Instinkte, Vorurteile und Gefühle“ sich am Ende zu einer Geschichte zusammensetzen. Laut Begleys zweiter Ehefrau Anka Muhlstein handelt der Roman ihres Mannes „von den verschlungenen Wegen, die das Leben nehmen kann. Und davon, wie man sich sein eigenes Leben erklärt. Auf eine Art ist es ein Proustscher Blick auf das Leben.“

## Ausgaben
- Louis Begley: Memories of a Marriage. Nan A. Talese, New York 2013, ISBN 978-0-385-53746-9.
- Louis Begley: Erinnerungen an eine Ehe. Aus dem amerikanischen Englisch von Christa Krüger. Suhrkamp, Frankfurt am Main 2013, ISBN 978-3-518-42392-9.
- Louis Begley: Erinnerungen an eine Ehe. Gelesen von Christian Brückner. Parlando, Berlin 2013, ISBN 978-3-941004-49-8.